# Thalassia Periochi Moulia
Thalassia Periochi Moulia este o arie protejată (sit de importanță comunitară — SCI) din Cipru întinsă pe o suprafață de 200 ha, integral marine.

## Localizare
Centrul sitului Thalassia Periochi Moulia este situat la coordonatele 34°43′33″N 32°26′05″E / 34.7258°N 32.4347°E.

## Înființare
Situl Thalassia Periochi Moulia a fost declarat sit de importanță comunitară în mai 2004 pentru a proteja un număr necunoscut de specii din flora spontană și fauna sălbatică aflate în arealul zonei.

## Biodiversitate
Situată în ecoregiunea marină mediteraneană, aria protejată conține 2 habitate naturale: Straturi cu Posidonia (Posidonion oceanicae), Recifuri.
La baza desemnării sitului se află un număr nedeclarat de specii protejate.
Pe lângă speciile protejate, pe teritoriul sitului au mai fost identificate 1 specie de plante, 2 specii de nevertebrate, 1 specie de pești.